# Symphodus caeruleus
Symphodus caeruleus (Azevedo, 1999)  è un pesce di acqua salata appartenente alla famiglia Labridae.

## Distribuzione e habitat
È una specie demersale che proviene dalle Azzorre, nel nord-est dell'oceano Atlantico. Vive nelle aree ricche di vegetazione acquatica, in zone rocciose, spesso tra le alghe dei generi Dictyota e Cystoseira. Vive quasi esclusivamente tra le alghe, dove si nutre, si riproduce e dove gli esemplari giovani si possono nascondere facilmente. È una specie tipica delle acque costiere, e gli esemplari giovani sono frequenti nelle pozze delle scogliere; comunque difficilmente scende oltre i 30 m di profondità.

## Descrizione
Come le altre specie del genere Symphodus, S. caeruleus presenta un corpo compresso lateralmente, non particolarmente allungato e con la testa dal profilo appuntito; la lunghezza massima registrata è di 21,5 cm. La colorazione è prevalentemente marrone chiara, a volte tendente al grigiastro, con molte macchie irregolari più scure. La pinna caudale ha il margine arrotondato. La pinna dorsale e la pinna anale sono basse e lunghe, trasparenti con il bordo azzurro e qualche macchia verde e rossastra. Sulla testa negli adulti possono esserci delle striature rosse e azzurre, sottili; sul peduncolo caudale c'è invece una macchia. Durante il periodo riproduttivo, la livrea degli esemplari maschili tende al blu. Somiglia molto al congenere Symphodus trutta, di dimensioni minori; erano considerati la stessa specie fino al 1999.

## Biologia

### Comportamento
I maschi adulti possono formare harem nel periodo riproduttivo ed essere territoriali.

### Alimentazione
Si nutre prevalentemente di piccoli invertebrati acquatici che trova sulle alghe.

### Riproduzione
È oviparo e la fecondazione è esterna; le uova vengono deposte in un nido di alghe costruito e sorvegliato dal maschio. È una specie ermafrodita: i pesci possono nascere sia maschi che femmine, i primi raggiungono la maturità a 12 cm e le seconde a 14, poi gli esemplari femminili possono cambiare sesso e diventare maschi.

## Conservazione
Questa specie viene classificata come "a rischio minimo" (LC) dalla lista rossa IUCN perché non è minacciata da particolari pericoli e perché è diffusa in diverse aree protette.